# Halte de Monte-Carlo-Country-Club
Halte de Monte-Carlo-Country-Club – przystanek kolejowy w Roquebrune-Cap-Martin, w departamencie Alpy Nadmorskie, w regionie Prowansja-Alpy-Lazurowe Wybrzeże, we Francji.
Jest przystankiem kolejowym Société nationale des chemins de fer français (SNCF), obsługiwanym przez pociągi TER Provence-Alpes-Côte d’Azur. Zapewnia on dostęp do Monte-Carlo Rolex Masters, profesjonalnego turnieju tenisowego, odbywającego się co roku w kwietniu. Poza tymi okresami pociągi nie zatrzymują się tam.